# Scott Lynch
Scott Lynch (Saint Paul, Minnesota, EUA, 2 de abril de 1978) é um escritor de fantasia norte-americano que escreveu a série de livros Os Nobres Vigaristas. O seu primeiro livro, As Mentiras de Locke Lamora foi publicado no Brasil pela Arqueiro em 2014. Os dois outros livros da série, Mares de Sangue e República de Ladrões, foram publicados no Brasil em 2014 e 2015 respectivamente.

## Carreira
O primeiro livro de Lynch, As Mentiras de Locke Lamora, foi finalista do prêmio World Fantasy Award em 2007. Tanto em 2007 quanto em 2008 Lynch foi indicado para o prêmio John W. Campbell Award for Best New Writer.
Lynch recebeu o prêmio Sydney J. Bounds Best Newcomer da British Fantasy Society em 2008.

## Vida pessoal
Lynch reside em  New Richmond, Wisconsin. Lynch teve uma variedade de trabalhos, incluindo limpador de pratos, ajudante de garçom, garçom, web designer, gerente de escritório, ajudante de cozinheiro e escritor freelancer. Scott Lynch também é bombeiro voluntário, certificado tanto em Minnesota quanto em Wisconsin.
Lynch casou-se com a também romancista Elizabeth Bear em outubro de 2016.

## Livros

### Os Nobres Vigaristas
1. As Mentiras de Locke Lamora (27 de junho de 2006) (2014 no Brasil)
2. Mares de Sangue (20 de junho de 2007) (2014 no Brasil)
3. República de Ladrões (8 de outubro de 2013) (2015 no Brasil)
4. The Thorn of Emberlain (Ainda sem tradução para o português) (A publicar)
5. The Ministry of Necessity (Ainda sem tradução para o português) (A publicar)
6. The Mage and the Master Spy (Ainda sem tradução para o português) (A publicar)
7. Inherit the Night (Ainda sem tradução para o português) (A publicar)

Ele descreveu cada romance da série como "cobrindo o que você poderia chamar de uma história diferente", na qual "os mesmo personagens estão tendo problemas, mas o cenário muda".

### Queen of the Iron Sands
Em agosto de 2009 Lynch publicou o romance online Queen of the Iron Sands.